# Paradisier grand-émeraude
Paradisaea apoda
Espèce
Statut de conservation UICN

 LC  : Préoccupation mineure
Statut CITES
Le Paradisier grand-émeraude (Paradisaea apoda) est la plus grande espèce de paradisier.
Il vit dans les forêts du sud-ouest de la Nouvelle-Guinée, des îles Aru et d'Indonésie. L'espèce, commune localement, n'est pas considérée comme menacée.

## Dénomination
En 1758, Linné nomme cette espèce Paradisaea apoda (« paradisier sans pattes ») car on le croit à l'époque totalement dépourvu de celles-ci. En réalité, les chasseurs locaux les lui coupaient avant de vendre les peaux aux voyageurs européens. Le nom français de « Paradisier apode » est parfois encore utilisé. Le terme « Paradisier grand-émeraude » est préférable car il est plus précis en le différenciant du Paradisier petit-émeraude.

## Caractéristiques
Le mâle a la nuque et le dessus de la tête blanc ou jaune clair et le menton vert émeraude. Le bec est bleu. La poitrine est brun rouge et le reste du corps est d'un brun plus clair. Les flancs portent deux touffes de très longues plumes jaunes, plus claires aux extrémités, qui peuvent atteindre 56 cm de long. Deux longues plumes filiformes émergent au milieu de la queue et peuvent atteindre 77 cm de long.
La femelle est brune avec la tête et la poitrine plus foncées et n'a pas de plumes ornementales sur les flancs.

## Écologie et comportement

### Alimentation
On sait très peu de choses sur l'alimentation du Paradisier grand-émeraude. On suppose qu'elle se compose de fruits et d'arthropodes.

### Parade nuptiale
Frith & Frith distinguent la parade de convergence initiée par un mâle ouvrant ses ailes et lançant des cris rauques suivis d’une posture avec les ailes ouvertes en avant et les plumes ornementales retombant sur le dos. Dans la posture de l’arc, il courbe fortement le corps, gonfle amplement ses plumes ornementales en panache et enveloppe la branche de ses ailes, le bec touchant pratiquement le perchoir. La posture de la pompe fait suite à celle de l’arc avec un relèvement de la tête et des deux plumes rectrices centrales. Les trois dernières poses précèdent l’accouplement : le mâle se retourne et présente à la femelle son dos orné de ses plumes ornementales, il se rapproche d’elle et lui donne des coups d’ailes puis l’enserre littéralement dans ses ailes et s’accouple avec elle.
Le film Vanen, Les Plumes du Paradis, tourné près du village de Wakua sur l’île Wokam dans l’archipel des Aru en 2007, illustre bien la parade nuptiale en apportant des données complémentaires aux descriptions des autres auteurs. Les mâles choisissent une branche de parade et la conservent toute leur vie. À chaque début de saison de reproduction, ils la dépouillent de ses feuilles. Chaque matin, les mâles volent vers leur « cour », arrivent à 5 h 20 et commencent leur exhibition 20 minutes plus tard. Parfois un jeune mâle se mêle à la parade mais il est vite évincé par la compétition. Les mâles immatures paradent dès lors en satellite autour du lek, mais sans jamais réussir à s’accoupler.
La danse des paradisiers grand-émeraude est réglée par une chorégraphie immuable que les mâles répètent jour après jour. Ils prennent d’abord la pose des ailes déployées où chaque individu, figé, coiffe la branche de ses ailes tout en déployant la gerbe de ses longues plumes soyeuses. Quand les femelles s’approchent, c’est la phase de charge où les mâles rivalisent en se chassant mutuellement tout en mettant en valeur leur plumage et en montrant leur vigueur. Ils arpentent le lek en sautillant nerveusement sur leur branche tout en lançant leurs cris nasillards han-han-han…La phase suivante dite « statique » consiste pour un mâle à se retourner et à présenter son dos pour exhiber ses plumes de parade et à attendre dans cette posture. Quand une femelle arrive et semble le choisir, la parade frontale a lieu. Le mâle commence à l’effleurer du bout de ses plumes rémiges puis, l’excitation allant crescendo, lui donne de véritables coups d’ailes avec frénésie. Tout en se rapprochant progressivement d’elle, il l’enveloppe de ses ailes avant de s’accoupler brièvement. En cas d’absence des femelles, les mâles, alors très excités, heurtent les branches avec leur torse comme pour s’accoupler

### Nidification
Un seul nid a été découvert construit dans la fourche d’un grand arbre. Sa description correspond à une corbeille peu profonde, large de 21 cm de diamètre, installée sur une assise de grosses feuilles avec des parois de tiges d’orchidées, de vignes grimpantes et de quelques frondes de fougère du genre Pyrrosia avec un revêtement interne de fins sarments de vignes. La ponte comporte un seul œuf. En captivité, le temps d’incubation artificiel est de 16 à 17 jours avec un temps d’éclosion compris entre 12 et 46 heures, les poussins quittent le nid entre 18 et 20 jours mais ils ne sont pas indépendants avant 29 à 32 jours.

## Habitat et répartition

### Habitat
Son milieu favori est la forêt de basse altitude et de colline, jusqu’à 950 m.

### Distribution
L'espèce est présente dans le sud de la Nouvelle-Guinée et les îles Aru.
Elle a été introduite par William Ingram en 1909 sur l’île Tobago (18,2 hectares) située au nord-ouest du Venezuela et y a survécu jusqu’en 1963 quand l'ouragan Flora dévasta complètement l’île.

## Systématique

### Sous-espèces
- P. a. apoda de Linné, 1758 : îles Aru.
- P. a. novaeguineae d’Albertis & Salvadori, 1879 : sud de la Nouvelle-Guinée, des environs des rivières Wissel et Mimika aux rivières Fly et Strickland. Cette sous-espèce se distingue par une taille plus petite, le haut de la poitrine plus pâle et une coloration générale davantage marron.

## Le Paradisier grand-émeraude et l'Homme

### Tradition
De nombreuses légendes et traditions sont liées au Paradisier grand-émeraude, notamment chez les habitants des îles Aru dont il est l’un des emblèmes du drapeau. On y raconte, qu’à l’origine, il n’y avait pas de Paradisier grand-émeraude en Papouasie-Nouvelle-Guinée jusqu’à ce qu’un jour un mâle s’envole en direction de la grande île. Magnifique oiseau mais peu endurant, le mâle tomba d’épuisement dans la mer et termina son chemin à la nage. Arrivé sur les côtes papoues, la couleur de ses plumes orange avait perdu de son éclat. C’est pourquoi aujourd’hui le Paradisier grand-émeraude de Papouasie est moins coloré que la sous-espèce arunaise…
Parmi les traditions de la province des Moluques, dont Aru fait partie, l’une d’elles, le sasi, a été récemment utilisée pour protéger les paradisiers. Le sasi est une sorte de droit coutumier désormais lié à la religion. Tout peut être déclaré sasi et devenir de fait intouchable. On peut rendre sasi une série de cocotiers pour éviter de s’en faire voler les fruits, ou l’alcool dans un village pour en prévenir les ravages. Le sasi est décrété lors d’une messe importante, comme celle de Pâques, à l’église, par le pasteur. Il ne peut être levé que par ceux qui l’ont placé et seul un pasteur est habilité à le faire lors d’un culte. Celui qui enfreint le sasi connaît la mort ou la maladie, selon la gravité de l’infraction. Très croyants, les Moluquois respectent en général les sasi.
À Wakua, une famille a décidé de proclamer un sasi sur les Paradisiers grand-émeraude vivant dans l’une de leur forêt, Badi Gaki, afin de les protéger et de permettre à Miguel A. Garcia et Loïc Degen d’immortaliser les parades nuptiales de cette espèce et de tourner leur film Vanen, Les Plumes du Paradis. Le sasi date de 2007 et n’a jamais été levé, le nombre de mâles paradant dans cette forêt est depuis en constante augmentation. Les paradisiers ont depuis toujours été chassés, sans que leur survie ne soit trop mise en danger. Mais désormais, certains chasseurs d’Aru sont équipés de carabines. Tirer des Paradisiers est donc devenu beaucoup plus simple et le braconnage semble en augmentation. C’est ce qui a poussé cette famille de Wakua à se servir du sasi pour protéger les oiseaux sur ses terres : méthode exemplaire de conservation (Loïc Degen in Ottaviani 2012).

### Statut, conservation
L’espèce n’est pas considérée comme globalement menacée sur l’ensemble de son aire et est même commune localement.

## Galerie
- Paradisier grand-émeraude au Parc aux oiseaux de Bali.

"Paradisier
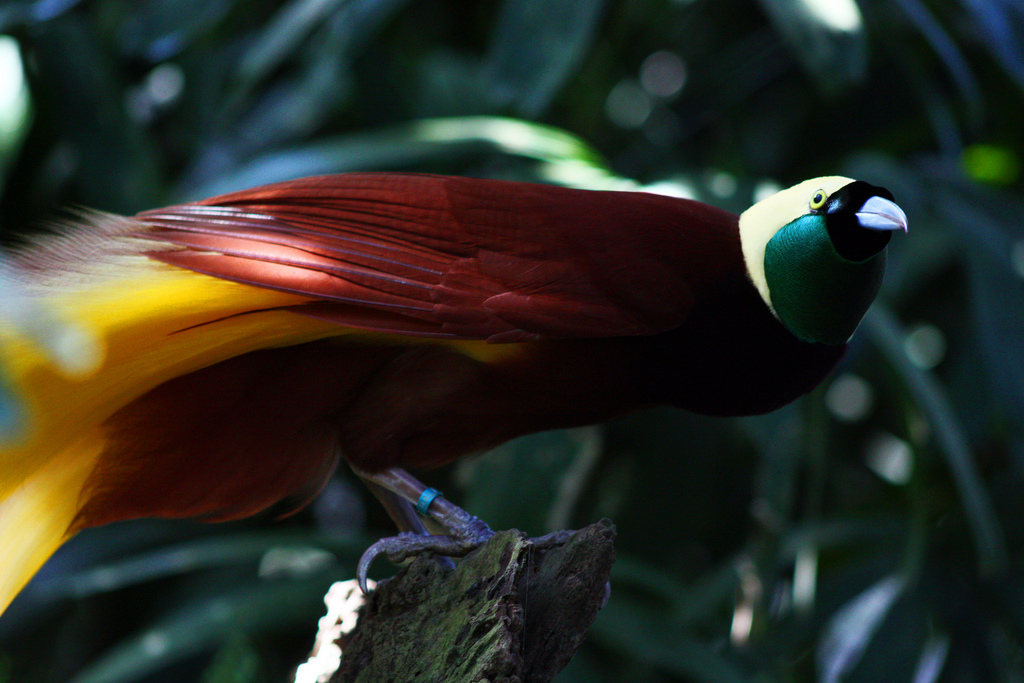
Paradisaea apoda vu de profil.
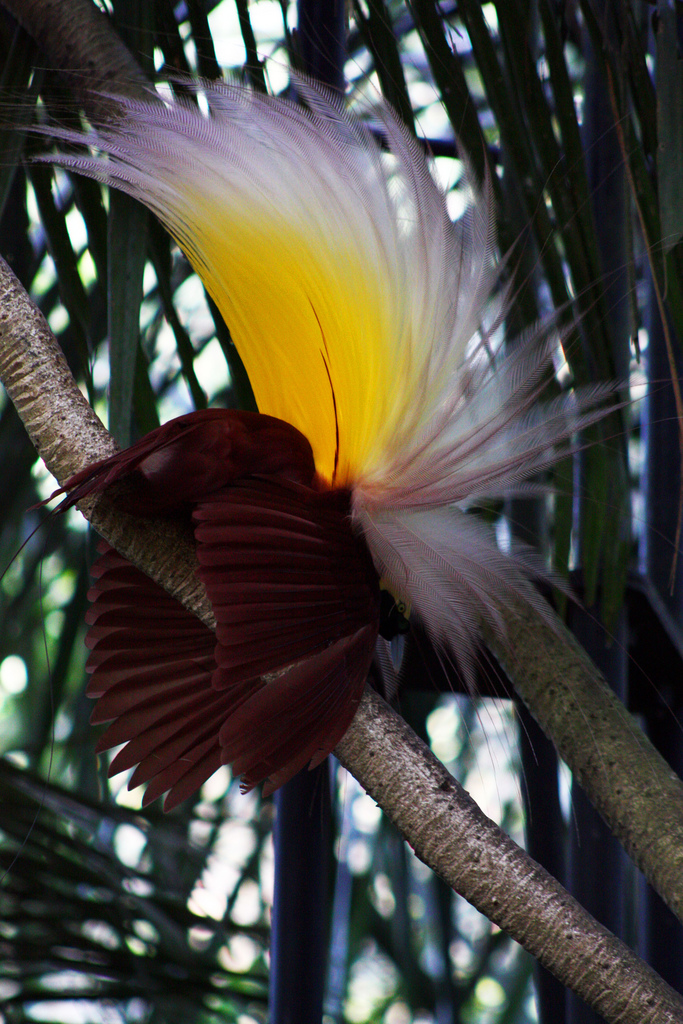
Paradisaea apoda vu de dos.
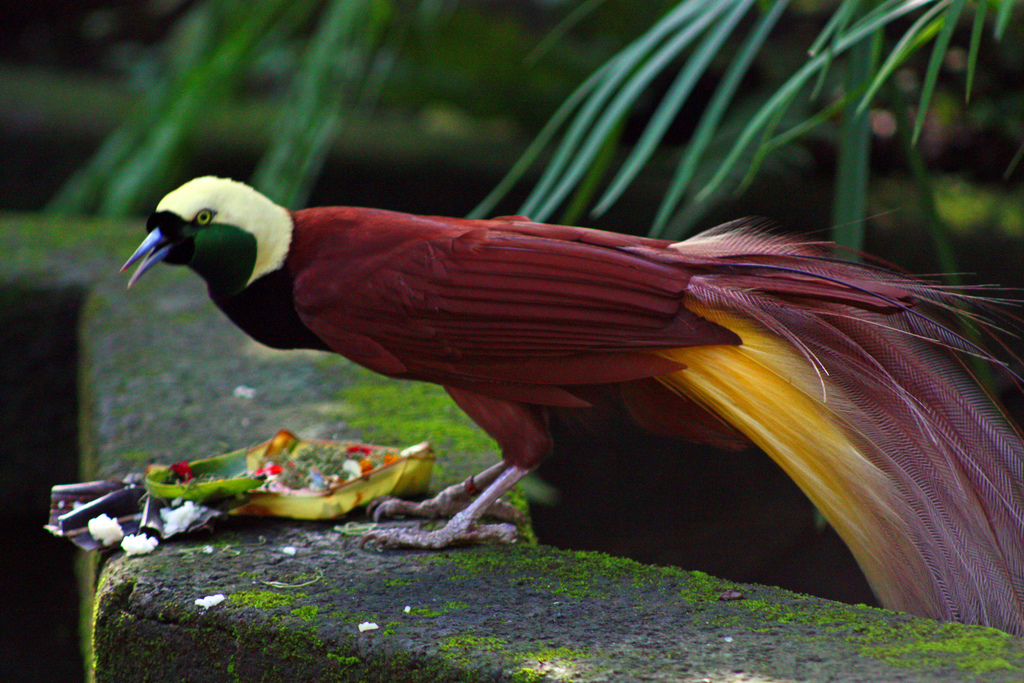
Paradisaea apoda vu de profil.